# فرانتس رایتس
فرانتس رایتس (انگلیسی: Franz Reitz; ۲۸ ژانویهٔ ۱۹۲۹ – ۱۰ ژوئن ۲۰۱۱) دوچرخه‌سوار اهل آلمان بود.